# ويليام ميرفي
ويليام ميرفي (بالإنجليزية: William Murphy)‏ (29 يناير 1974 - ) هو لاعب كرة قدم أيرلندي شمالي، يلعب كمدافع.

## روابط خارجية
- ويليام ميرفي على موقع قاعدة بيانات كرة القدم.إي يو (الإنجليزية)
- ويليام ميرفي على موقع Soccerway.com (الإنجليزية)
- ويليام ميرفي على موقع عالم كرة القدم.نت (الإنجليزية)